# Центральштадіон (Лейпциг)
Центральштадіон або Центральний стадіон (нім. Zentralstadion) — колишній багатофункціональний стадіон з біговими доріжками в саксонському місті Лейпциг.
Стадіон, відкритий у 1956 році та побудований на руїнах часів Другої світової війни, в основному використовувався для проведення національних та міжнародних футбольних матчів. Це також було місцем проведення різних інших заходів, таких як фестиваль гімнастики та спорту НДР. З загальною місткістю 100 000 глядачів, це був найбільший стадіон у НДР та Німеччині, а також один з найбільших у світі.
У 2000 році центральний стадіон було знесено і на його місці був побудований «новий» Центральний стадіон (з 2010 року — Ред Булл Арена), суто футбольний стадіон до чемпіонату світу 2006 року.

## Історія

### Передісторія
З 1867 року на місці центрального стадіону розміщувався спортивний майданчик клубу TSV 1867 Leipzig. У 1926/27 роках вони планували збудувати на цьому місці великий стадіон, однак плани так і не вдалося здійснити, оскільки нацисти звели замість цього парадний майданчик на честь Адольфа Гітлера на тому самому місці. За планами гітлерівців, Лейпциг мав отримати стадіон на 100 000 глядачів лише після Олімпійських ігор 1936 року в Берліні.
1939 році Вернер Марх, який проектував Олімпійський стадіон у Берліні, представив свої плани на будівництво стадіону, які, однак, не були реалізовані через Другу світову війну. План зонування 1948 року передбачав використання військового сміття для будівництва Лейпцизького спортивного форуму. У 1952 році перший об'єкт було добудовано з плавальним стадіоном Лейпциг.

### Будівництво та використання
Рішення про будівництво Центрального стадіону було прийнято у січні 1955 року, а вже 15 квітня розпочалось будівництво стадіону на 100 000 місць за планами архітектора Карла Соурадного. Трибуни були споруджені на 23-метровому пагорбі, шириною 100 метрів, який був насипаний з 1,5 мільйона кубічних метрів щебеню з часів Другої світової війни. Це відповідало приблизно третині усього військового сміття в Лейпцизі.
У липні 1956 року стадіон було добудовано і 4 серпня арена відкрилась матчем діючого чемпіона НДР клубу «Вісмут» (Карл Маркс Штадт) проти діючого чемпіона Угорщини клубу «Гонвед» (1:3). Через те, що стадіон збудували 180 000 добровольців, його розміри, а також завдяки п'ятиповерховій головній будівлі зі східної сторони та великим прожекторам, Центральний стадіон був престижною спорудою та використовувався у пропагандистських цілях владою НДР,
Відтоді, серед іншого, на арені проходило сім фестивалів гімнастики та спорту НДР, змагання з легкої атлетики, велоспорту, міжнародні матчі національної збірної НДР з футболу, ігри футбольного клубу «Локомотив» Лейпциг у Кубку володарів кубків Європи та інші ігри національного та міжнародного клубного футболу.
У перший рік існування арени на події прийшло п'ять разів більше 100 000 глядачів А в матчі відбору на чемпіонат світу з футболу 1958 року між НДР та Чехословаччиною в жовтні 1957 року на стадіон прийшло біля 110 000 глядачів.
У 1977 році Центральний стадіон в останній раз був капітально відремонтований. Зокрема, було оновлено прожектор для кольорового телебачення.

### Останні роки
Після возз'єднання Німеччини центральний стадіон став домашньою ареною новоствореного футбольного клубу «Лейпциг», який навіть вийшов 1993 року до Бундесліги, хоча і зайняв там останнє місце. Через руйнування місткість арени була обмежена до 40 000. Після вильоту «Лейпцига» з елітного дивізіону в 1994 році, після якого клуб переїхав на менший «Бруно-Плахе-Штадіон», Центральний стадіон став використовуватись лише для нерегулярних випадкових подій, а пізніше і взагалі став пустувати.
Після того, як тодішній президент НФС Егідіус Браун подав заявку Німеччини на проведення чемпіонату світу 2006 року, Центральний стадіон 2000 року був знесений. На його місці був побудований значно менший чисто футбольний новий стадіон, який відкрився в 2004 році, а з 2010 року носить назву «Ред Булл Арена».

## Галерея

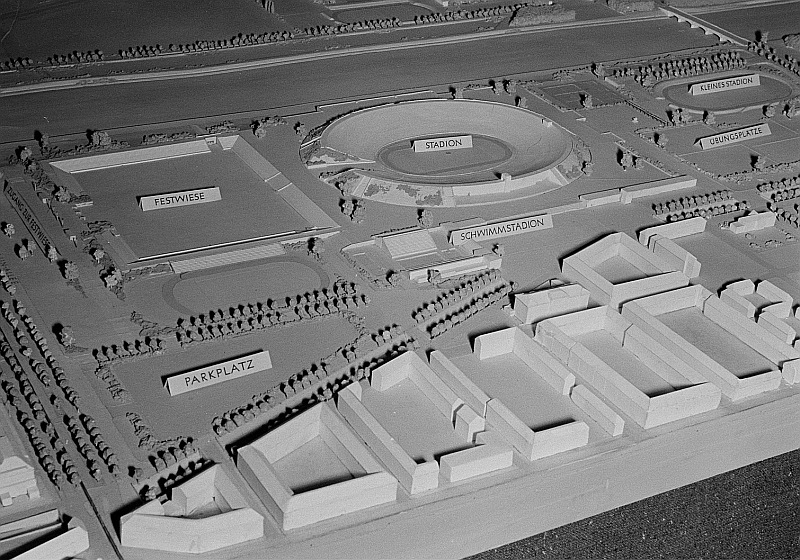
Модель стадіону
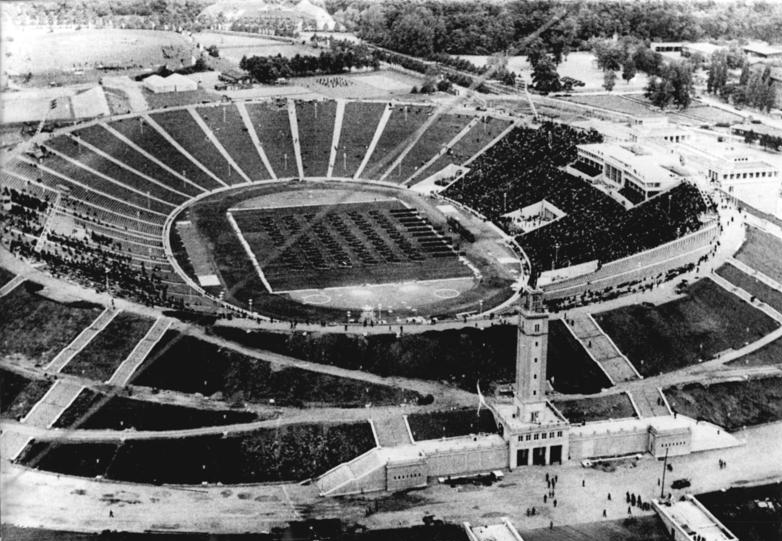
Стадіон у 1956 році
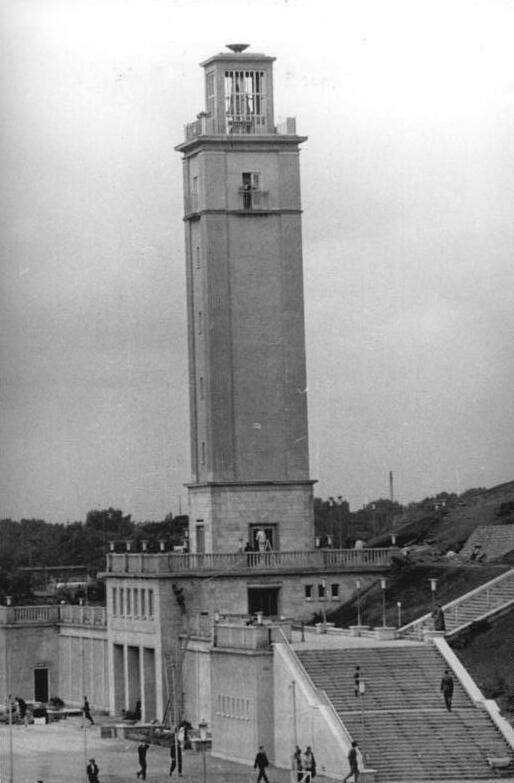
Вежа з годинником біля центрального входу. 1956 рік
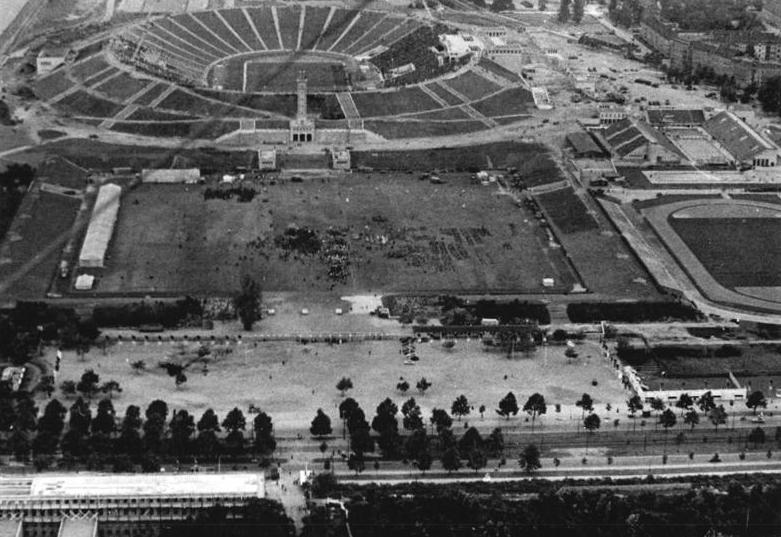
Аерофотозйомка стадіону. 1956 рік.
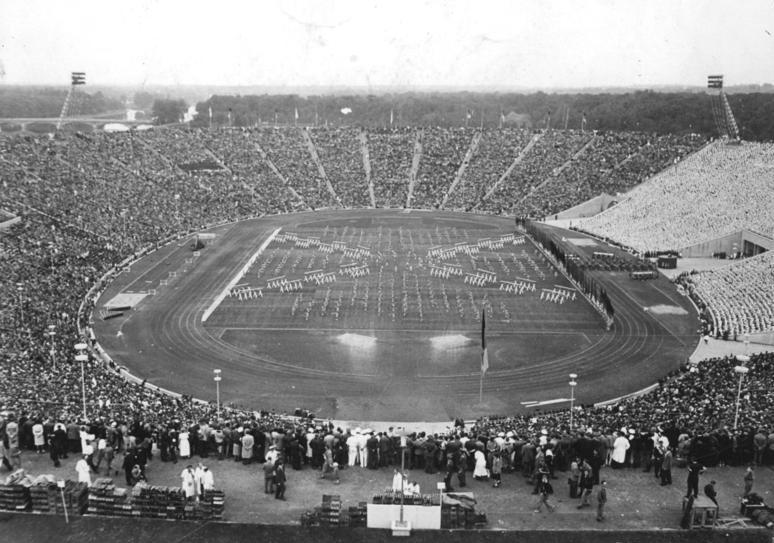
На II німецькому фестивалі гімнастики та спорту 4 серпня 1956 року
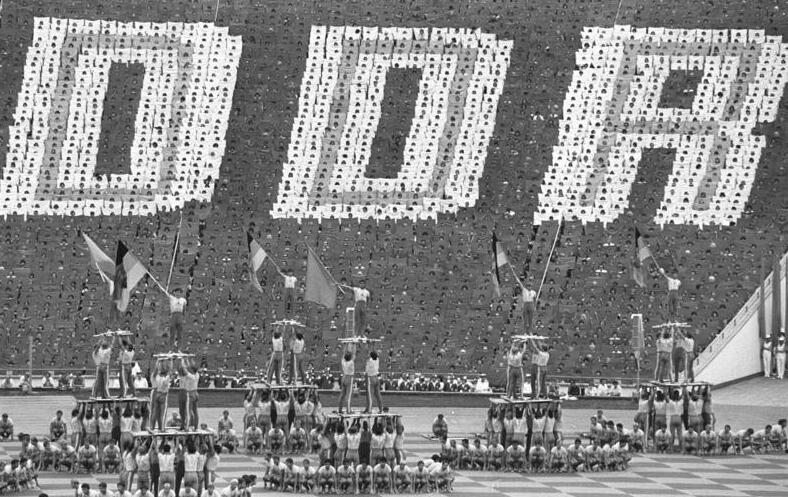
На VI німецькому фестивалі гімнастики та спорту 30 липня 1977 року.
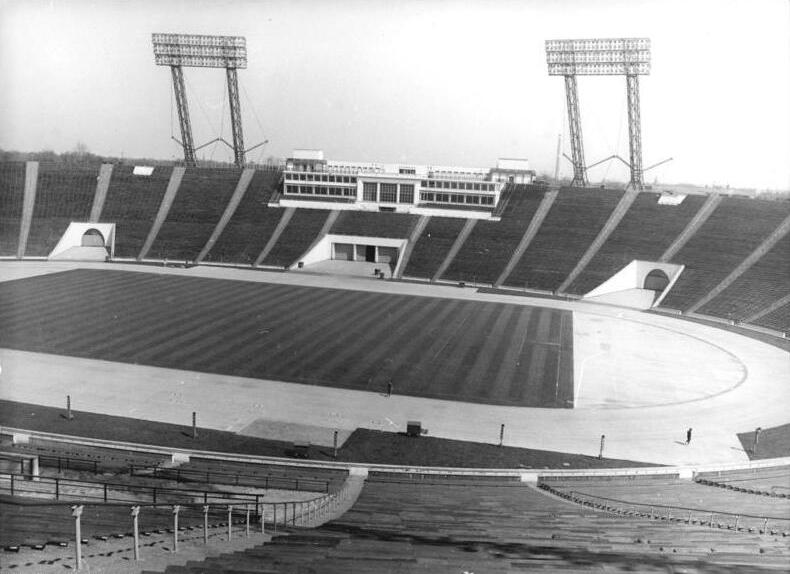
Внутрішній вигляд центрального стадіону, 1978 рік
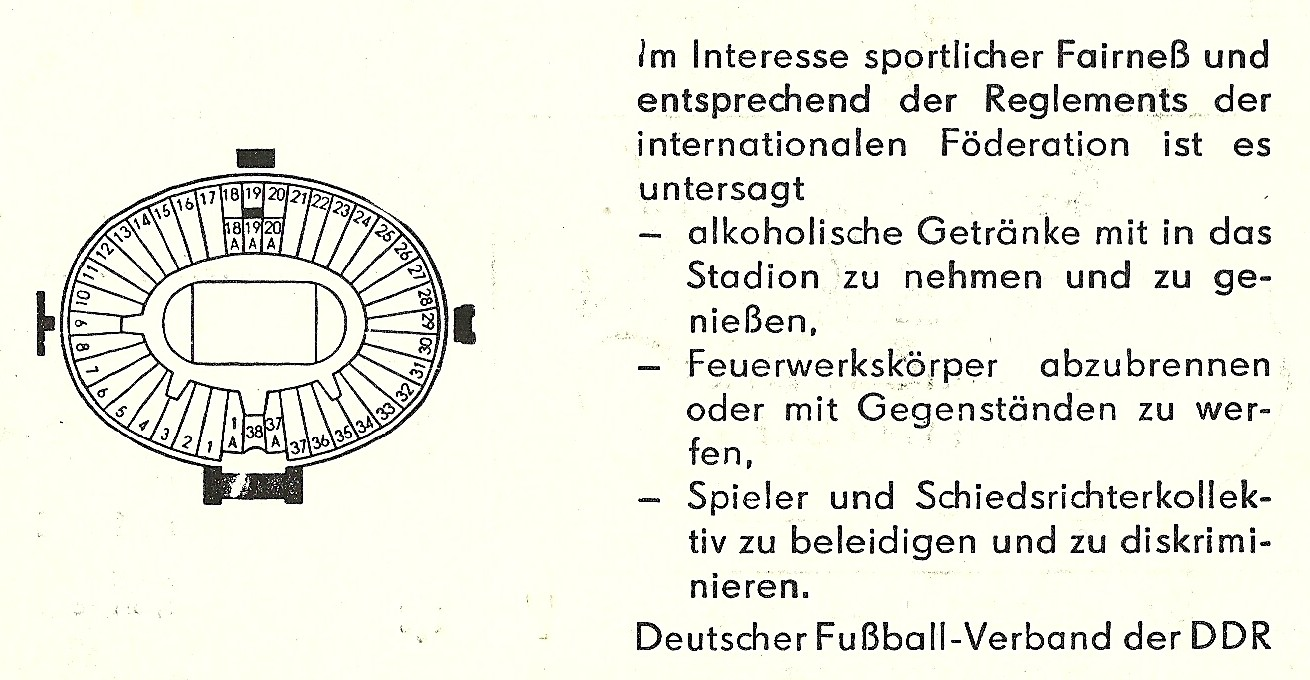
Схема секторів трибун стадіону на вхідному квитку 1983 року.